# کلودیا گلدن
کلودیا گلدن (به انگلیسی: Claudia Goldin) (زاده ۱۴ مه ۱۹۴۶) استاد اقتصاد در دانشگاه هاروارد و مدیر توسعه برنامه اقتصاد آمریکا در دفتر ملی تحقیقات اقتصادی است. گلدن رئیس انجمن اقتصادی آمریکا در سالهای ۲۰۱۳ تا ۲۰۱۴ بود. در سال ۱۹۹۰، او اولین زنی بود که در بخش اقتصاد دانشگاه هاروارد استخدام دائم شد. تحقیقات وی شامل مباحثی از قبیل نیروی کار زنان، نابرابری درآمدی، تحصیلات و شکاف جنسیتی اقتصادی است. او عضو آکادمی ملی علوم ایالات متحده است.
او در اکتبر ۲۰۲۳ به دلیل فعالیت‌هایش در زمینه مطالعات مربوط به نقش زنان در بازار کار برنده جایزه نوبل اقتصاد شد. او اولین زنی است که به تنهایی برنده این جایزه شده‌است.

## آموزش و کار
گلدن در سال ۱۹۴۶ در نیویورک در یک خانواده یهودی متولد شد. پدرش لئون گلدن (۱۹۱۸-۲۰۱۱) به عنوان مدیر پردازش داده برای برلینگتون اینداستریز کار می‌کرد و مادرش لوسیل روزانسکی گولدن (۱۹۱۹-۲۰۲۰) مدیر مدرسۀ دولتی شمارۀ ۱۰۵ برانکس بود. وی در دبیرستان علوم Bronx و دانشگاه کرنل تحصیل کرد و دکترای اقتصاد خود را در سال ۱۹۷۲ در دانشگاه شیکاگو به پایان رساند.
گلدن بیشتر به خاطر فعالیتش در زمینه زنان در اقتصاد ایالات متحده شناخته شده‌است. علایق تحقیق وی شامل تاریخ اقتصادی، اقتصاد کار، جنسیت و اقتصاد و اقتصاد کار، خانواده و آموزش است. برخی از مقالات اخیر وی شامل "انقلاب آرام است که اشتغال زنان، تحصیلات و خانواده را دگرگون کرده‌است" که تغییرات و مشارکت زنان در نیروی کار در طی یک قرن گذشته را توصیف و تحلیل می‌کند و دیگری"بازگشت به کالج آمریکایی زنان: بازگشت معکوس شکاف جنسیت در دانشکده"(با لارنس اف. کاتز و ایلیانا کوزمیکو)، که علل بروز این صعود را در حضور در دانشکده زنان بررسی می‌کند و" یک نظریه آلودگی برای تبعیض: مشاغل و درآمد زنان و مردان "، که به تفاوت‌های دستمزد بین مردان و زنان می‌پردازد.
در سال ۱۹۹۰، گلدن به عنوان اولین زن مستقل در بخش اقتصادی دانشگاه هاروارد استخدام دائم شد. او غالباً با لارنس اف.کاتز، استاد اقتصاد در دانشگاه هاروارد و به عنوان یک شریک تحقیق، همکاری می‌کند.

## جایزه‌ها
- ۲۰۰۵: جایزهٔ کارولین شا بل از انجمن اقتصادی آمریکا
- ۲۰۰۸: جایزهٔ هاوکینگ، بخش انتشارات حرفه ای و بورس علمی انجمن ناشران آمریکایی.
- ۲۰۰۹: جایزهٔ آ. لستر برای کتاب برجسته در روابط صنعتی و بازارکار
- ۲۰۰۹: جایزه آر. از جانب اومکرون دلتا اپسیلون
- ۲۰۱۶: جایزهٔ ایزا در اقتصاد کار به دلیل فعالیت شغلی خود در زمینهٔ تاریخ زنان در آموزش و بازار کار[۸]
- ۲۰۱۹: جایزهٔ بنیاد BBVA در بخش اقتصاد، دارایی و مدیریت به دلیل سهم خود در تحلیل شکاف جنسیتی[۹]
- ۲۰۲۳: جایزه یادبود نوبل علوم اقتصادی[۱۰]

## آثار برگزیده
- گلدن، کلودیا دیل. درک شکاف جنسیتی: تاریخچه اقتصادی زنان آمریکایی.[۱۱] نیویورک: انتشارات دانشگاه آکسفورد، ۱۹۹۰، شابک ۹۷۸-۰-۱۹-۵۰۵۰۷۷-۶.
- گلدن، کلودیا دیل و لارنس اف. کاتز. مسابقه بین آموزش و فناوری.[۱۲] کمبریج، ماس: Belknap Press از انتشارات دانشگاه هاروارد، ۲۰۰۸، شابک ۹۷۸-۰-۶۷۴-۰۲۸۶۷-۸.
- گلازر، ادوارد ال؛ و کلودیا دیل گلدن. فساد و اصلاحات: درسهایی از تاریخ آمریکا. شیکاگو: انتشارات دانشگاه شیکاگو، ۲۰۰۶، شابک ۹۷۸-۰-۲۲۶-۲۹۹۵۷-۰.
- بوردو، مایکل دی، کلودیا دیل گلدن و یوجین نلسون وایت. The Definition Moment: رکود بزرگ و اقتصاد آمریکا در قرن بیستم. شیکاگو: دانشگاه شیکاگو پرس، ۱۹۹۸، شابک ۹۷۸-۰-۲۲۶-۰۶۵۸۹-۲.
- گلدن، کلودیا دیل و گری دی لیبکاپ. اقتصاد تنظیم شده: یک رویکرد تاریخی به اقتصاد سیاسی. شیکاگو: دانشگاه شیکاگو پرس، ۱۹۹۴، شابک ۹۷۸-۰-۲۲۶-۳۰۱۱۰-۵.
- گلدن، کلودیا دیل و همکاران. عوامل استراتژیک در قرن نوزدهم تاریخ اقتصادی آمریکا: جلدی برای افتخار. رابرت دبلیو فاگل. شیکاگو: دانشگاه شیکاگو پرس، ۱۹۹۲، شابک ۹۷۸-۰-۲۲۶-۳۰۱۱۲-۹.